# تنغ باغ (طسوج)
تنغ باغ (بالفارسية: تنگ باغ) هي قرية تقع في إيران في Tasuj Rural District.